# Pilar (Cebu)
Pour les articles homonymes, voir Pilar.
Pilar est une municipalité insulaire de la province de Cebu, aux Philippines.
Elle occupe la totalité de l'île Ponson (ceb) qui s'étend sur 10 km de long sur 3,7 de large. Sa superficie est de 32 km2 pour une population de 11 564 habitants (recensement de 2010). Elle fait partie des Îles Camotes.